# Cultura do Gana

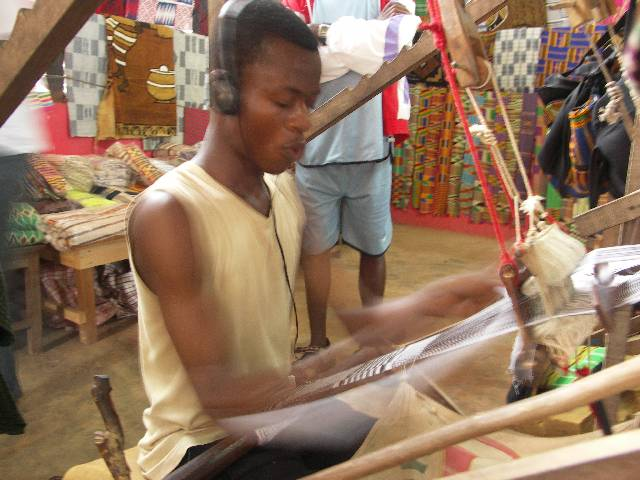
Um homem produz o kente, utilizando uma ferramenta tradicional na vila de Bonwire, na região de Ashanti.

Na Cultura do Gana é bem visível a presença atual do tecido conhecido como kente, que é amplamente reconhecido por suas cores , simbolismo e historia para a sociedade. O kente é feito por habilidosos tecelões ganeses, e os principais centros de tecelagem situam-se em volta da cidade de Kumasi (Bonwire é conhecida como a terra do kente, apesar de algumas áreas da região do rio Volta também reclamarem o título).
Ali se encontram vários tecelões produzindo longas peças de kente. Estas peças podem ser costuradas juntas para formarem os grandes turbantes que são usados por alguns ganeses (especialmente chefes) e são comprados por turistas em Accra e Kumasi.
Após a independência, a música do Gana floresceu, particularmente um estilo dançante chamado Highlife, que é muito tocado nos bares e clubes do país. Muitos ganeses são adeptos da percussão, e não é incomum escutarem-se tambores sendo tocados em eventos sociais.